# João Borges
 João Borges , “O Velho”, foi um fidalgo português da casa de D. Pedro de Portugal, Duque de Coimbra, ao serviço de quem se achava quando houve na localidade de Alfarrobeira, em 1449, (Batalha de Alfarrobeira) o fatal conflito entre o infante e o rei Afonso V de Portugal, seu sobrinho por quem governava.
Deste conflito escapou João Borges que se foi refugiar na ilha Terceira que acabava de ser descoberta, sendo dela um dos primeiros povoadores.
Esta família é descende da nobre geração e linhagem dos Borges, que têm por chefe Rodrigo Anes, cavaleiro fidalgo natural de Santarém, o qual serviu a Filipe II, “O Augusto”, rei de França, defendendo a cidade de Bourges com tanto valor e intrepidez que por este facto ficou conhecido como cavaleiro de Bourges, apelido que os seus descendentes aportuguesaram para Borges.
Dois ramos desta família passaram à ilha Terceira, o primeiro na pessoa de João Borges, “O Velho”, nos meados do século XV, e o segundo na pessoa de Gregório Borges, nos fins do dito século ou princípios do século XVI.
Do primeiro ramo foi solar a Casa dos Altares (assento de morgado), na freguesia do mesmo nome, (Altares) primitivamente denominada, "Altos Ares".
Nos subúrbios da cidade de Angra do Heroísmo, e a pequena distancia do antigo Portão de São Pedro e da Igreja de São Pedro, teve também este primeiro ramo a sua residência em um majestoso palácio, que ainda em 1944 se encontrava na sua descendência.
O segundo ramo desta família foi estabelecer a sua casa e morgado na Praia da Vitória, ou na área da sua jurisdição.
Na ilha terceira João Borges, “O Velho”, casou com D. Isabel Abarca, filha de Pedro Abarca, Fidalgo de Tui, de quem teve:
1 – Pedro Borges Abarca, nascido na ilha Terceira.
2 – Catarina Borges Abarca, casada com Afonso Anes da Costa Corte Real.
3 – Guiomar Borges Abarca , casada com João da Silveira, “O velho”.
4 – Mecia Borges Abarca, casada com António Pamplona de Miranda.